# Neckeropsis exserta
Neckeropsis exserta là một loài Rêu trong họ Neckeraceae. Loài này được (Hook. ex Schwägr.) Broth. miêu tả khoa học đầu tiên năm 1925.